# Diplochaetus
Diplochaetus is een geslacht van kevers uit de familie van de loopkevers (Carabidae). De wetenschappelijke naam van het geslacht is voor het eerst geldig gepubliceerd in 1871 door Chaudoir.

## Soorten
Het geslacht Diplochaetus omvat de volgende soorten:
- Diplochaetus emaciatus (Bates, 1891)
- Diplochaetus megacephalus Bousquet & Laplante, 1997
- Diplochaetus planatus (G.Horn, 1876)
- Diplochaetus rutilus (Chevrolat, 1963)